# Portorikanska košarkaška reprezentacija
Portorikanska košarkaška reprezentacija predstavlja državu Portoriko u međunarodnoj muškoj košarci. Prva je reprezentacija poslije sovjetske koja je uspjela nanijeti poraz olimpijskoj reprezentaciji SAD-a. 2004. pobijedila je SAD 92:73.

## Trenutačna momčad
(sastav na SP 2010.)
| Ime i prezime         | Klub                    |
| --------------------- | ----------------------- |
| Peter John Ramos      | Fujian SBS Xunxing      |
| José Juan Barea       | Dallas Mavericks        |
| Filiberto Rivera      | Gallitos de Isabela     |
| Carlos Arroyo         | Miami Heat              |
| Carmelo Lee           | Vaqueros de Bayamón     |
| David Huertas         | Piratas de Quebradillas |
| Guillermo Diaz        | Pepsi Caserta           |
| Nathan Peavy          | Artland Dragons         |
| Ángel Daniel Vassallo | ASVEL Lyon-Villeurbanne |
| Renaldo Balkman       | Denver Nuggets          |
| Ricky Sánchez         | Cangrejeros de Santurce |
| Daniel Santiago       | Efes Pilsen             |
| Manolo Cintrón        |                         |

## Nastupi na velikim natjecanjima

### Olimpijske igre
- 1960.: 13. mjesto
- 1964.: 4. mjesto
- 1968.: 9. mjesto
- 1972.: 6. mjesto
- 1976.: 9. mjesto
- 1988.: 7. mjesto
- 1992.: 8. mjesto
- 1996.: 10. mjesto
- 2004.: 6. mjesto

### Svjetska prvenstva
- 1959.: 5. mjesto
- 1963.: 6. mjesto
- 1967.: 12. mjesto
- 1974.: 7. mjesto
- 1978.: 10. mjesto
- 1986.: 13. mjesto
- 1990.: 4. mjesto
- 1998.: 11. mjesto
- 2002.: 7. mjesto
- 2006.: 17. mjesto
- 2010.: 18. mjesto
- 2014.: 19. mjesto

### Panameričke igre
- 1959.:  srebro
- 1963.:  bronca
- 1967.: 5. mjesto
- 1971.:  srebro
- 1975.:  srebro
- 1979.:  srebro
- 1983.: 6. mjesto
- 1987.:  bronca
- 1991.:  zlato
- 1995.: 6. mjesto
- 1999.:  bronca
- 2003.:  bronca
- 2007.:  srebro
- 2011.:  zlato

### Američko prvenstvo
- 1980.:  zlato
- 1984.: 6. mjesto
- 1988.:  srebro
- 1989.:  zlato
- 1992.: 4. mjesto
- 1993.:  srebro
- 1995.:  zlato
- 1997.:  srebro
- 1999.: 4. mjesto
- 2001.: 4. mjesto
- 2003.:  bronca
- 2005.: 7. mjesto
- 2007.:  bronca
- 2009.:  srebro
- 2011.: 4. mjesto
- 2013.:  srebro

### Srednjoameričke igre
- 1935.:  bronca
- 1938.: 4. mjesto
- 1946.: 5. mjesto
- 1950.: 5. mjesto
- 1954.:  bronca
- 1959.:  srebro
- 1962.:  zlato
- 1966.:  zlato
- 1970.:  bronca
- 1974.:  srebro
- 1978.:  zlato
- 1982.:  srebro
- 1986.:  srebro
- 1990.:  srebro
- 1998.: 6. mjesto
- 2002.:  srebro
- 2006.:  zlato
- 2010.:  zlato

### Srednjoameričko prvenstvo
- 1965.:  srebro
- 1969.:  bronca
- 1971.:  srebro
- 1973.:  zlato
- 1975.:  srebro
- 1977.:  srebro
- 1981.:  srebro
- 1985.:  zlato
- 1987.:  zlato
- 1989.:  zlato
- 1991.:  zlato
- 1993.:  zlato
- 1995.:  bronca
- 1997.:  srebro
- 1999.:  srebro
- 2001.:  zlato
- 2003.:  zlato
- 2004.:  srebro
- 2006.:  bronca
- 2008.:  zlato
- 2010.:  zlato
- 2012.:  srebro

### Karipsko prvenstvo
- 2007.:  zlato